# Polaris PVCR 0726W
PVCR 0726W — робот-пылесос, выпускаемый компанией Polaris с апреля 2016 года. Кроме PVCR 0726W, компания Polaris выпускала пылесосы PVCR 0826W, PVCR 0926W и PVCR 1126W, которые являлись полными аналогами, но различались цветом.

## Описание

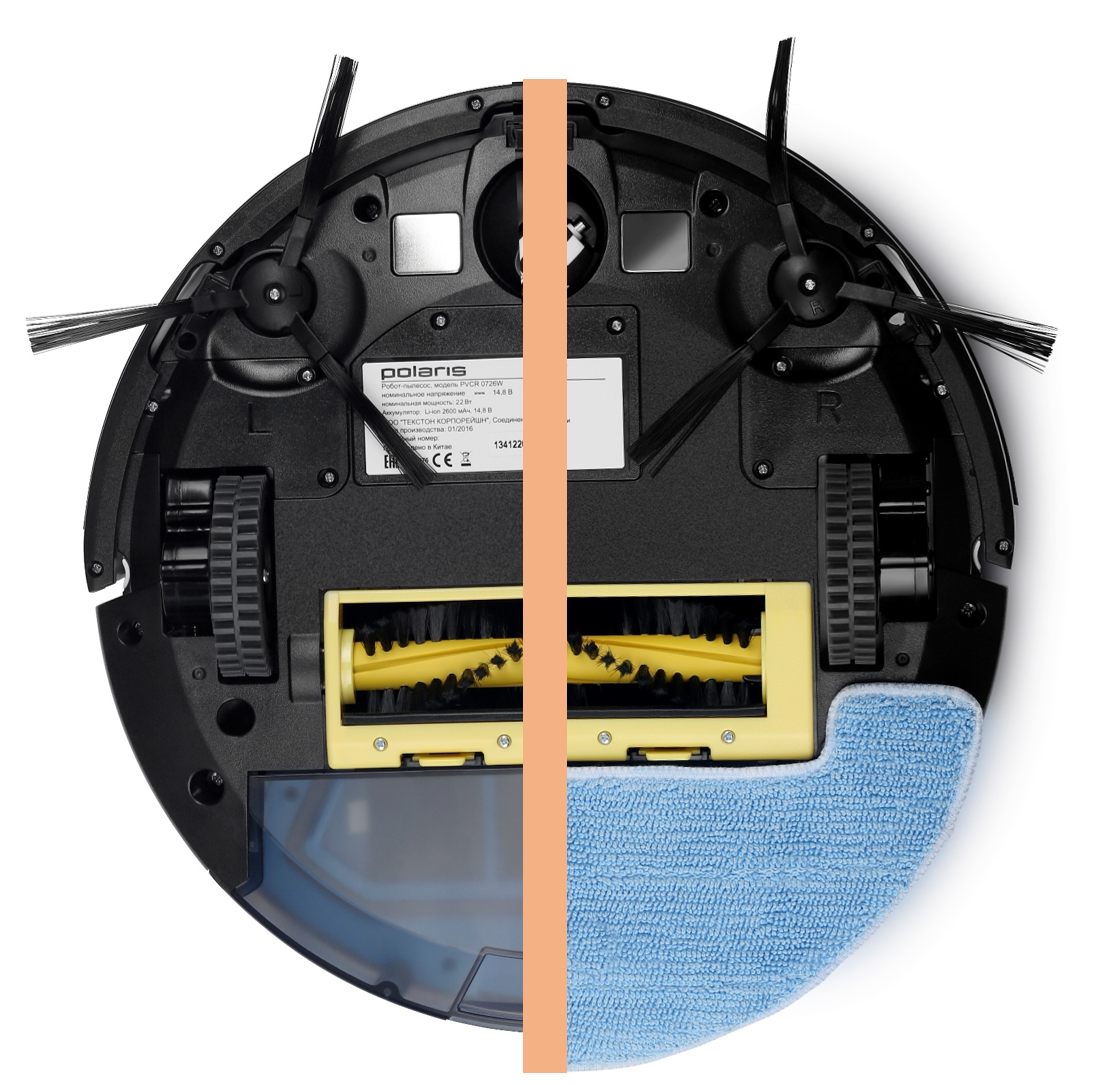
Комбинированное изображение робота-пылесоса Polaris PVCR 0726W с блоками сухой (слева) и влажной (справа) уборки

Комплектация робота-пылесоса PVCR 0726W состояла из зарядной станции (которую часто называют базой или док-станцией), блока питания, HEPA-фильтра, двух запасных боковых щёток, двух салфеток из микрофибры для влажной уборки, контейнера для воды для влажной уборки, щётки для чистки пылесоса, пульта управления, инструкции и гарантийного талона. Сам робот-пылесос комплектовался контейнером для сухой уборки, НЕРА-фильтром и рабочим комплектом боковых щёток. Комплектация робота-пылесоса оценивалась положительно.
Пылесос имел форму диска почти правильной круглой формы диаметром 306 мм (максимальный 310 мм) (без учёта боковых щёток) и толщиной 77 мм. Верхняя часть пылесоса была покрыта стеклянной панелью, на которой располагалась единственная кнопка. Кнопка имела разноцветную подсветку и дополнительно выполняла роль индикатора состояния пылесоса. Также для индикации использовались звуковые сигналы (звук не отключался).
Боковые щётки крепились с помощью винтов, что позволяло заменить их на запасные без обращения в сервис-центр. Левая и правая щётки имели соответствующую маркировку. Боковые щётки вращались навстречу друг другу и перемещали пыль и загрязнения к основной цилиндрической электрощётке. Цилиндрическая электрощётка размещалась в воздушном канале и, вращаясь, поднимала загрязнения в поток воздуха, всасываемого пылесосом. Позади цилиндрической электрощётки располагался стоппер — резиновый скребок, препятствовавший убеганию крупы и подобных загрязнений. Использование в конструкции пылесоса двух независимо вращающихся боковых щёток повышало качество уборки.
В задней части пылесоса устанавливались съёмные контейнеры для сухой и влажной уборки. Контейнер для сухой уборки имел объём 0,6 л. Контейнер для влажной уборки имел изолированные резервуары для воды и для сбора пыли. На нижнюю часть контейнера для влажной уборки крепилась салфетка из микрофибры. Для крепления использовались липучки на корпусе и резинки на салфетке. Контейнер для сухой уборки комплектовался тремя фильтрами: предварительный сетчатый фильтр, губчатый фильтр и HEPA-фильтр.
Для зарядки робота-пылесоса можно было использовать док-станцию или прямое подключение адаптера блока питания к корпусу пылесоса. Рядом с разъёмом для ручной зарядки располагался тумблер полного включения—выключения пылесоса. При выключении тумблером пылесос полностью обесточивался.
При оценке сборки пылесоса отмечалось отсутствие люфтов и надёжная фиксация сменных элементов.
Высота преодолеваемого препятствия — 15 мм, а максимальный угол подъёма — 15°. Для перемещения в пылесосе применялись два ведущих колеса диаметром 65 мм. Колёса имели независимую подвеску с ходом 27 мм и индивидуальным электроприводом.
Звуковая индикация предназначалась для сигнализации о постановке на подзарядку в док-станцию, заполнение контейнера для мусора в режиме сухой уборки, разряде батареи и ошибке в работе пылесоса. Световая индикация работала следующим образом:
| Цвет    | Режим                                          |
| ------- | ---------------------------------------------- |
| Зелёный | Пылесос готов к работе или Аккумулятор заряжен |
| Жёлтый  | Пылесос разрядился или Поиск базы              |
| Красный | Ошибка или Блокировка щёток                    |

Устройство робота-пылесоса PVCR 0726W (со снятой верхней крышкой)
Робот-пылесос PVCR 0726W (вид снизу)
Комплектация робота-пылесоса PVCR 0726W

## Функционирование

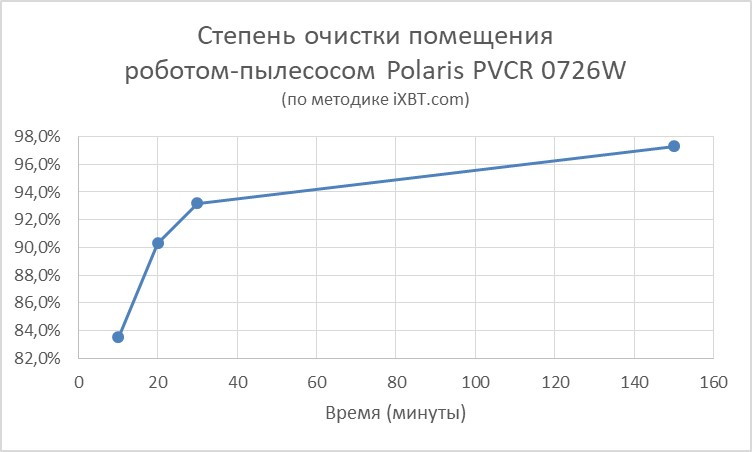
График степени очистки помещения роботом-пылесосом PVCR 0726W

Робот-пылесос PVCR 0726W имел пять программ уборки помещения: автоматический режим, короткая уборка, ручной режим, локальная уборка и уборка вдоль стен.
При работе на ковровых покрытиях пылесос показывал хорошие результаты, иногда превосходящие результат обычных пылесосов. При работе на чёрном ковролине датчики пылесоса не воспринимали чёрную поверхность как пустоту, и пылесос уверено работал на чёрной поверхности.
Для влажной уборки было необходимо установить контейнер для воды с прикреплённой микрофибровой салфеткой. Воды было достаточно для примерно одного часа влажной уборки. Сайт iXBT.com рекомендовал использовать влажную уборку на «очень гладких полах с маскирующим разводы рисунком, также перед влажной уборкой этим роботом полы нужно хорошо очистить от мусора (тем же роботом, например), так как влажный мусор коркой, которую трудно удалять, налипает на стенки отсека щетки и отделения контейнера». Салфетка автоматически смачивалась водой, поступающей из контейнера.
Вне зависимости от типа уборки шумность пылесоса при работе была не высокой: измерения iXBT.com показали уровень шума 56 дБа.
Применение в конструкции пылесоса двух боковых щёток повышало эффективность уборки.
При застревании пылесос отключался и подавал звуковые сигналы.
При разряде аккумулятора робот-пылесос снижал скорость движения, выключал цилиндрическую щётку и прекращал всасывать воздух. Одновременно пылесос начинал искать базу. При парковке на базу пылесос начинал зарядку. Время полной зарядки 4 часа. Зарядка пылесоса могла производится в двух режимах. В первом пылесос сам парковался на док-станцию. Для надёжного контакта на нижней части пылесоса находились две контактные площадки по площади значительно превосходящие контакты док-станции. Второй режим предусматривал ручное подключение штекер зарядного устройства. В последнем случае пылесос перед работой требовал ручного отключения от зарядки.
Пульт управления, входивший в комплектацию, позволял программировать режим ежедневной уборки: в определённое время пылесос самостоятельно приступал к уборке. Кроме этого, с помощью пульта можно было выбирать режим работы пылесоса (один из трёх) или управлять его движением (вперёд-назад, влево-вправо).

## Оценки
Робот-пылесос PVCR 0726W демонстрировал высокое качество уборки и был прост в управлении и обслуживании. Среди достоинств пылесоса отмечалась богатая комплектация, низкая шумность, лёгкость чистки и удобный пылесборник. Портал BASETOP.ru в «Рейтинге 10 лучших роботов пылесосов для дома 2017» поставил изделие Polaris на четвёртое место, отметив повышенное время работы на одной зарядке, высокое качество работы на разных напольных покрытиях и дизайн. При этом отдельно указывалось: «Желательно после влажной уборки опорожнить контейнер с водой, так как она может подтекать». Портал 4PDA.ru в своей статье рекомендовал именно данный пылесос Polaris для страдающих аллергиями: «Так, для аллергиков и наиболее требовательных пользователей подойдёт фильтр класса HEPA12 пылесоса Polaris PVCR 0726W, фильтрующий частицы пыли размером 0,0003 мм». В обзоре портала ZOOM.CNEWS.ru отмечалось, что при работе пылесоса необходимо собрать с пола провода зарядных устройств: «Наиболее проблемны для пылесоса именно концы проводов, так как они легко наматываются на щётку. Впрочем, при отключении пылесоса они так же легко разматываются обратно, но лучше всё-таки не оставлять их на полу в открытом пространстве». Там же отмечалось, что пылесос не имеет «детских болезней», но ему не хватает управления со смартфона. В то же время отмечались проблемы пылесоса с алгоритмами уборки: «он работает несколько хаотично, и одни и те же места может убрать несколько раз, а к другим даже не подойти». Передача «Чудо техники» на канале НТВ отмечала, что функция влажной уборки пылесоса-робота PVCR 0726W не заменит работу профессиональных уборщиков в общественных помещениях, но с ежедневной уборкой в квартире он справляется хорошо. В передаче особое внимание уделялось уборке шерсти линяющих домашних животных, с которой робот-пылесос справился. По итогам тестирования передача присвоила пылесосу звание «Чудо техники».

## Комментарии
1. ↑  По методике iXBT.com[6]
2. ↑  Шумность обычного пылесоса составляет примерно 76,5 дБА[4]